# Cesare Maria de Vecchi
Cesare Maria de Vecchi di Val Csimon (ur. 1884, zm. 1959) – włoski polityk.
Przywódca turyńskich bojówek faszystowskich, współorganizator (jeden z tzw. kwadrumwirów) marszu na Rzym w 1922, podsekretarz stanu dla spraw emerytur (1922), potem w ministerstwie skarbu (1923), gubernator Somali (1923–1928), ambasador Włoch przy Stolicy Apostolskiej (1929–1935), minister oświaty Włoch (1935–1936), gubernator Rodosu i wysp Morza Egejskiego (1938–1940). Na posiedzeniu Wielkiej Rady Faszystowskiej 24 lipca 1943 opowiedział się przeciwko Benito Mussoliniemu.